# Łopienno Południowe
Łopienno Południowe, Łopienno – jezioro rynnowe w Polsce, w województwie wielkopolskim, w powiecie gnieźnieńskim, w gminie Mieleszyn, na Pojezierzu Gnieźnieńskim. Przez akwen przepływa strumień Sierzawa, dopływ Małej Wełny. Na zachodnim brzegu jeziora leży wieś Łopienno.

## Dane morfometryczne
Zwierciadło wody położone jest na wysokości 101 metrów. Maksymalna głębokość wynosi 18,6 metrów. Powierzchnia zwierciadła wody wynosi 63,4 ha.